# داستان‌های زمان خواب (فیلم ۲۰۰۸)
داستان‌های زمان خواب (به انگلیسی: Bedtime Stories) فیلمی است محصول سال ۲۰۰۸ و به کارگردانی آدام شنکمن است. در این فیلم بازیگرانی همچون آدام سندلر، کری راسل، گای پیرس، راسل برند، ریچارد گریفیتس، جاناتان پرایس، کورتنی کاکس، لوسی لاولس، ترزا پالمر، جاناتان مورگان هیت، آیشا تایلر، آلن کاورت، بلیک کلارک، کاترین جوستن، راب اشنایدر، جاناتان لاوران و هیثر موریس ایفای نقش کرده‌اند.